# Verzuring (papier)

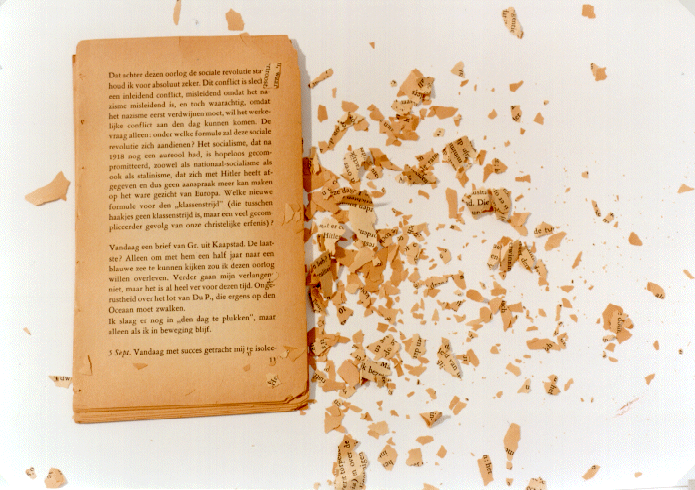
Zichtbaar verzuurd papier dat zo bros is dat het uit elkaar valt.

Verzuring van papier is een natuurlijk verouderingsproces dat voor komt bij papier dat gemaakt is van houtslijp. Houtslijp bevat lignine dat onder invloed van lucht, licht en warmte verkleurt van geel tot donkerbruin. De verzuring is zichtbaar door de verkleuring van het papier, eerst langs de randen en uiteindelijk over het hele blad. Opvallend is ook de geur die door ontzuring ontstaat: van vanille- tot azijnachtig. Het proces van verzuring veroorzaakt dat het papier brosser wordt en op den duur makkelijk kan breken.  De verzuring van papier is een vorm van autonoom verval. Het is een proces dat doorgaat. Door juiste bewaaromstandigheden kunnen we het proces niet stoppen, maar wel vertragen.
Vanaf circa 1840 was houtslijp de belangrijkste grondstof bij het maken van papier. Houthoudend papier werd onder andere gebruikt voor het maken van boeken, kranten en tijdschriften. Met name drukwerk gemaakt in de periode van 1870-1945 is het meest onderhevig aan de verzuring. Tegenwoordig kan de lignine uit het papier worden verwijderd.